# 慈母多惡兒
《慈母多惡兒》（英語：Mommy）是一部由薩維·杜蘭執導的加拿大劇情片。影片入圍了2014年第67屆康城影展的主競賽單元，並最終與尚盧·高達的《告別言語》一同奪得評審團獎，導演杜蘭在次年成為了康城影展的主競賽單元評審。

## 劇情
單身母親Diane（安妮·杜尔瓦勒）含辛茹苦獨自撫養患有多動症的15歲兒子Steve（安托万-奥利弗·波尼安），兒子的暴力傾向讓母子間的親情變得扭曲而充滿未知。新鄰居Kyla（苏珊娜·克莱蒙）到來後很快和這對母子成為了朋友，也使二人間的關係開始出現出人意料的轉機。然而，就在希望近在眼前時，Steve的衝動卻為這個家庭帶來了難以承受的後果。面對一次次對精神極限的挑戰，母親最終會作何抉擇？

## 演員
- 安妮·杜尔瓦勒 飾演 Diane "Die" Després，Steve的母親
- 安托万-奥利弗·波尼安 飾演 Steve Després
- 苏珊娜·克莱蒙 飾演 Kyla，Steve一家的鄰居
- 帕特里克·华德 飾演 Paul Béliveau，Steve一家的鄰居

## 製作

### 選角
《慈母多惡兒》是薩維·杜蘭執導的第五部劇情長片，也是第一部他本人沒有參演的長片。此前，即使在並非由他主演的《愈傷愈愛》中，杜蘭也有一個不足一秒的客串鏡頭。
本片的女主角安妮·杜尔瓦勒是和杜蘭合作最多的女演員，她曾參演過杜蘭之前導演的三部長片，並在其導演處女作《殺死我阿媽》中同樣扮演主角的母親角色；女二號苏珊娜·克莱蒙也曾與杜蘭有過兩次合作。而出演男主角的安托万-奥利弗·波尼安則曾在《愈傷愈愛》中有一場簡短的戲份。

### 畫幅
影片使用了電影中極為罕見的1:1畫幅（正方形）。只有在兩場戲當中，出於情感表達和氣氛烘托的需要，畫幅被短暫地擴張為常規的1.85:1。類似的畫幅變換手法也曾被用在杜蘭的上一部作品《基密農場》中。杜蘭曾對此表示：「我知道很多人會說，『嘖嘖，1:1，太能裝了。』但是在我看來，這個尺寸更低調和私人化，更適合影片中描繪的這些人的生活。寬銀幕（2.35:1畫幅）對《慈母多惡兒》而言才會顯得非常做作和不合拍，把這樣的畫幅放進屋子去拍角色們的生活會很不合適。」

## 評價
影片在康城影展首映後，得到了現場觀眾長達13分鐘的起立喝彩。
上映後，影片在影評人中得到了廣泛好評。在電影評分網站爛番茄上，本片的新鮮度高達90%，是杜蘭從影以來在該網站得到的最高評分；專業影評網站Metacritic給出的綜合得分為74分。在法國影評網站AlloCiné，影片得到了4.3分（滿分5分）的評價。

## 獎項
本片在當年被選送給美國電影藝術與科學學會，代表加拿大參加第87屆奧斯卡金像獎最佳外語片的爭奪，不過最終未能獲得提名。這是繼《殺死我阿媽》後杜蘭的作品第二次被加拿大選送奧斯卡。
| 獎項             | 類別                 | 獲獎人                                                         | 結果 |
| ---------------- | -------------------- | -------------------------------------------------------------- | ---- |
| 坎城影展         | 金棕櫚奖             | 札維耶·多藍                                                    | 提名 |
| 坎城影展         | 評審團獎             | 札維耶·多藍                                                    | 獲獎 |
| 坎城影展         | 酷兒金棕櫚           | 札維耶·多藍                                                    | 提名 |
| 凱撒電影獎       | 最佳外國電影         | 札維耶·多藍                                                    | 獲獎 |
| 獨立精神獎       | 最佳國際電影         | 札維耶·多藍（加拿大）                                          | 提名 |
| 衛星獎           | 最佳女主角           | 安妮·杜尔瓦勒                                                  | 提名 |
| 衛星獎           | 最佳國際電影         | 加拿大                                                         | 提名 |
| 斯德哥尔摩电影节 | 觀眾獎               | 札維耶·多藍                                                    | 獲獎 |
| 溫哥華影展       | 最佳加拿大影片       | 札維耶·多藍                                                    | 提名 |
| 棕榈泉电影节     | 最佳女主角           | 安妮·杜尔瓦勒                                                  | 獲獎 |
| 加拿大影視獎     | 最佳電影             | 薩維·杜蘭、Nancy Grant                                         | 獲獎 |
| 加拿大影視獎     | 最佳導演             | 薩維·杜蘭                                                      | 獲獎 |
| 加拿大影視獎     | 最佳男主角           | 安托万-奥利弗·波尼安                                           | 獲獎 |
| 加拿大影視獎     | 最佳女主角           | 安妮·杜尔瓦勒                                                  | 獲獎 |
| 加拿大影視獎     | 最佳女配角           | 苏珊娜·克莱蒙                                                  | 獲獎 |
| 加拿大影視獎     | 最佳原創劇本         | 薩維·杜蘭                                                      | 獲獎 |
| 加拿大影視獎     | 最佳攝影             | André Turpin                                                   | 獲獎 |
| 加拿大影視獎     | 最佳剪輯             | 薩維·杜蘭                                                      | 獲獎 |
| 加拿大影視獎     | 最佳化妝             | Maïna Militza、Michelle Côté、Colette Martel                   | 獲獎 |
| 加拿大影視獎     | 最佳藝術指導         | Colombe Raby                                                   | 提名 |
| 加拿大影視獎     | 最佳服裝設計         | 薩維·杜蘭                                                      | 提名 |
| 加拿大影視獎     | 最佳音響效果         | Sylvain Brassard、Jo Caron、François Grenon、Luc Landry        | 提名 |
| 加拿大影視獎     | 最佳音效剪輯         | Sylvain Brassard、Benoît Dame、Isabelle Favreau、Guy Francoeur | 提名 |
| 魁北克影視獎     | 最佳電影             | 薩維·杜蘭、Nancy Grant                                         | 獲獎 |
| 魁北克影視獎     | 最佳男主角           | 安托万-奥利弗·波尼安                                           | 獲獎 |
| 魁北克影視獎     | 最佳女主角           | 安妮·杜尔瓦勒                                                  | 獲獎 |
| 魁北克影視獎     | 最佳女配角           | 苏珊娜·克莱蒙                                                  | 獲獎 |
| 魁北克影視獎     | 最佳劇本             | 薩維·杜蘭                                                      | 獲獎 |
| 魁北克影視獎     | 最佳攝影             | André Turpin                                                   | 獲獎 |
| 魁北克影視獎     | 最佳剪輯             | 薩維·杜蘭                                                      | 獲獎 |
| 魁北克影視獎     | 魁北克以外最成功電影 | 薩維·杜蘭                                                      | 獲獎 |
| 魁北克影視獎     | 最佳導演             | 薩維·杜蘭                                                      | 提名 |
| 魁北克影視獎     | 最佳藝術指導         | Colombe Raby                                                   | 提名 |
| 盧米埃爾獎       | 最佳法語外國電影     | 《慈母多惡兒》                                                 | 提名 |

## 外部連結
- 互联网电影数据库（IMDb）上《慈母多惡兒》的资料（英文）
- 豆瓣电影上《慈母多惡兒》的資料 （简体中文）
- 时光网上《慈母多惡兒》的資料（简体中文）
- 開眼電影網上《慈母多惡兒》的資料（繁體中文）
- Yahoo奇摩電影上《慈母多惡兒》的資料（繁體中文）
- 雅虎香港電影上《慈母多惡兒》的資料（繁體中文）